# موريسيو فلوريس ريوس
موريسيو فلوريس ريوس Mauricio Flores Rios (ولد في 10 سبتمبر 1990) لاعب شطرنج تشيلي يحمل لقب أستاذ كبير.

## تصنيف
- بلغ تصنيفه 2531 نقطة في يناير 2015 وفق الاتحاد الدولي للشطرنج، مما جعله المصنف رقم واحد في تشيلي.
- بلغ في تصنيف إيلو 2529 نقطة في يناير 2018.

## إنجازات
- مثل بلاده في أولمبياد الشطرنج 2006 في تورين (-2+1=1) وعام 2012 في إسطنبول (+3-3=2) وعام 2014 في ترومسو (+3-2=4)
- فاز بدورة مونتكادا الدولية المفتوحة للشطرنج عام 2013.

## روابط خارجية
- موريسيو فلوريس ريوس على موقع الاتحاد الدولي للشطرنج (الإنجليزية)
- موريسيو فلوريس ريوس على موقع مباريات الشطرنج (الإنجليزية)
- موريسيو فلوريس ريوس على موقع 365Chess.com (الإنجليزية)
- موريسيو فلوريس ريوس على موقع Chesstempo.com (الإنجليزية)
- موريسيو فلوريس ريوس على موقع الاتحاد الأمريكي للشطرنج (الإنجليزية)
- موريسيو فلوريس ريوس سجل أولمبياد الشطرنج على موقع OlimpBase.org (الإنجليزية)